# Pteroglossus erythropygius
O araçari-de-bico-claro  (Pteroglossus erythropygius) é uma espécie de ave da família dos Ramphastidae.